# Film Västernorrland
Film Västernorrland är en regional filmorganisation som arbetar med att främja filmkulturen i Region Västernorrland och är ett varumärke under Scenkonst Västernorrland.
Film Västernorrland ägnar sig åt filmpedagogisk verksamhet riktad till barn och unga, samt talangutveckling och samproduktion av kort- och dokumentärfilmer.
Film Västernorrland arrangerar Filmfest Sundsvall, en internationell filmfestival.